# Tessa van Tol

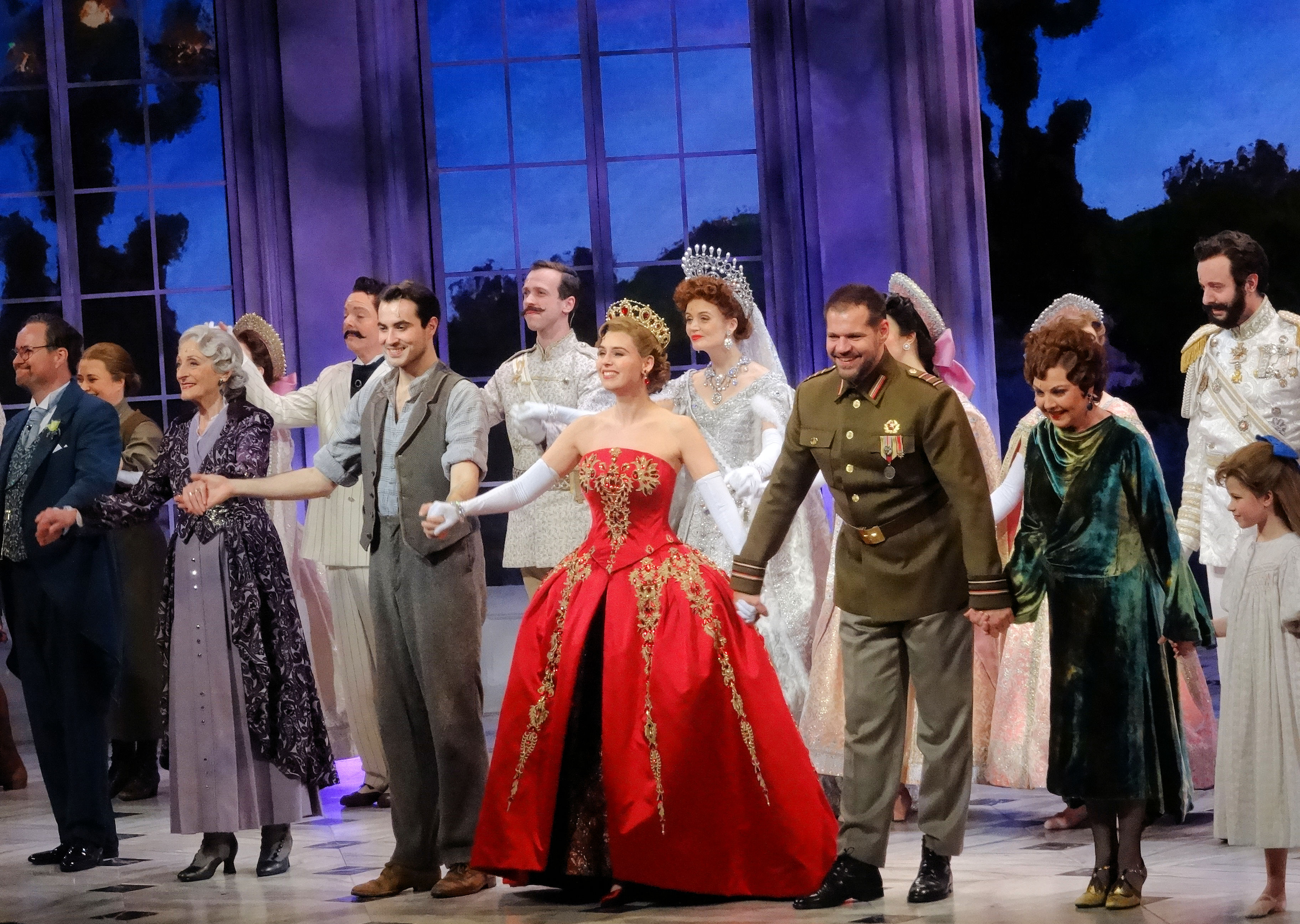
Van Tol als Anastasia tussen Milan van Waardenburg (Dmitri) en René van Kooten (Gleb)

Tessa-Sunniva van Tol (Leiden, 9 september 1991) is een Nederlands zangeres en actrice. 

## Jeugd en opleiding
Naast haar havo-opleiding aan het Da Vinci College in Leiden volgde Van Tol de vooropleiding van de dansopleiding op de dansacademie van Lucia Marthas in Amsterdam. Na het behalen van haar havodiploma wijdde zij zich geheel aan haar werk als zangeres. Ze kreeg jarenlang pianolessen van Marco Bedevaart, zanglessen van Maria Rondèl en acteerlessen van Kitty Courbois. Zij volgt nog steeds zanglessen bij Margot Giselle en Jimmy Hutchinson en  danslessen bij Lucia Marthas.
Als kind al speelde Van Tol hoofdrollen in diverse semiprofessionele musicals, zoals Dorothy in De tovenaar van OZ en Mary in De geheime tuin, en in professionele musicalproducties van Joop van den Ende, zoals Brigitta in de The Sound of Music.
In 2002 werd zij eerste in de provinciale finale van het VARA Kindersongfestival en mocht zij Noord-Holland in Hengelo vertegenwoordigen in de landelijke finale. In deze finale, uitgezonden door televisiezender Nederland 3, werd Van Tol tweede van Nederland.

## Carrière
In januari 2007 werd Tessa's eerste single in eigen beheer uitgebracht, Beautiful Hope, waarvan de tekst is geschreven door Jake Zuur.
Zij deed later dat jaar mee aan het tweede seizoen van het televisieprogramma So You Wanna Be a Popstar van SBS6 en kwam op 27 oktober 2007 in de finale, waarin ze met een verschil van 300 stemmen verloor van Maaike Jansen. Op 5 november 2007 verscheen Van Tols single I Put My Trust in You, die de 39ste plaats bereikte in de Single Top 100 en de tweede plaats in de Kids Top 20.
Daarna was zij ook in diverse tv-programma’s te zien: Shownieuws, JENSEN!, LoveMatch, Re-action, Kids Top 20, Stout & Nieuw (SBS6), Kies je Ster, Koffietijd, Life4You en vele andere.
Op 3 december 2008 werd er een dubbele kerstsingle uitgebracht, waarop de twee singles Christmas Eve en Everybody's Happy staan. De dubbele single haalde plaats nummer 30 in de Single Top 100. Wekenlang stonden deze liedjes in de Top 100 en de videoclips waren ook op tv te zien. Van Tols clip van het nummer “Christmas Eve” stond in 2009/2010 als enige Nederlandse clip in de Top 10 van alle kerstclips bij TMF, naast vele andere internationale clips.
Op 6 maart 2009 werd de single L.O.V.E. uitgebracht, die de 21ste plaats in de Single Top 100 behaalde en de eerste plaats in de Kids Top 20. Het nummer werd ook gebruikt voor een reclamespotje. In februari 2010 verscheen haar single Lipstick. Ook deze single bereikte meteen de Top 100.
Vanaf mei 2012 speelde Van Tol de hoofdrol 'Ariel' in de Disney musical The Little Mermaid. Deze musical werd geproduceerd door Joop van den Ende Theaterproducties en Disney Theater. Disney’s The Little Mermaid was vanaf mei 2012 in alle grote theaters in het land te zien en vanaf 5 september 2012 t/m juli 2013 vast in het Beatrix Theater te Utrecht.
Voor deze rol heeft Van Tol in 2014 de Musicalworld Award in de categorie ’Beste Doorbraak 2013’ gewonnen.
In 2013 bracht ze een singel samen met Vajèn van den Bosch en Cindy Bell ui "Een wereld Van licht" de officiële titelsong van het boek 'Musical 2.0'.
Vanaf het najaar van 2016 speelde Van Tol de hoofdrol van 'Jane' in de Disneymusical Tarzan in Duitsland. Vanaf 2019 speelde ze de hoofdrol in de musical Anastasia in het Circustheater. In 2021 dingde ze in het tv-programma Op zoek naar Maria mee naar de hoofdrol in de Nederlandstalige productie van de musical The Sound of Music. Van Tol haalde de finale maar eindigde als derde.

## Discografie

### Albums
| Album met eventuele hitnotering(en) in de Nederlandse Album Top 100 | Datum van verschijnen | Datum van binnenkomst | Hoogste positie | Aantal weken | Opmerkingen |
| ------------------------------------------------------------------- | --------------------- | --------------------- | --------------- | ------------ | ----------- |
| TBA                                                                 | 2013                  |                       |                 |              |             |

### Singles
| Single met eventuele hitnotering(en) in de Nederlandse Top 40 | Datum van verschijnen | Datum van binnenkomst | Hoogste positie | Aantal weken | Opmerkingen                 |
| ------------------------------------------------------------- | --------------------- | --------------------- | --------------- | ------------ | --------------------------- |
| Beautiful Hope                                                | 2007                  | -                     |                 |              |                             |
| I Put My Trust In You                                         | 05-11-2007            | 08-12-2007            | tip 10          | -            | nr. 39 in de Single Top 100 |
| Christmas Eve / Everybody's Happy                             | 03-12-2008            | -                     |                 |              | nr. 30 in de Single Top 100 |
| L.O.V.E.                                                      | 06-03-2009            | 02-05-2009            | tip13           | -            | nr. 21 in de Single Top 100 |
| Lipstick                                                      | 01-03-2010            | -                     |                 | -            | nr. 84 in de Single Top 100 |
| Nummer 1                                                      | 2010                  | -                     |                 | -            | met Rev 'n Ros              |

## Musicals
- The Little Mermaid - Ariël (Utrecht, 2011-2013)
- Tarzan - Jane (Oberhausen, 2016-2017)
- Anastasia - Anya (Scheveningen, 2019-2020)
- Pride & Prejudice - (2023-2024)
- Moulin Rouge (cabaret) - alternate Satine (Utrecht (stad), 2024/2025)
- Sound of music - Brigitta